# مورينو أرجنتين
مورينو أرجنتين (بالإيطالية: Moreno Argentin)‏ مواليد 17 ديسمبر 1960 في سان دونا دي بيافي، إيطاليا، هو دراج إيطالي سابق في صنف سباق الدراجات على الطريق.

## سجل النتائج

### سباقات أو مراحل فاز بها
- طواف فرنسا
- بطولة العالم لسباق الدراجات على الطريق
- طواف سويسرا
- طواف إيطاليا

## الميداليات
| الميدالية | المسابقة                                    |
| --------- | ------------------------------------------- |
| ذهبية     | بطولة العالم لسباق الدراجات على الطريق 1986 |
| فضية      | بطولة العالم لسباق الدراجات على الطريق 1987 |
| برونزية   | بطولة العالم لسباق الدراجات على الطريق 1985 |

## وصلات خارجية
- الموقع الرسمي

## روابط خارجية
- مورينو أرجنتين على موقع أرشيف الدراجات (الإنجليزية)
- مورينو أرجنتين على موقع إحصائيات الدراجات الإحترافية (الإنجليزية)
- مورينو أرجنتين على موقع CycleBase (الإنجليزية)